# Drepanaphis keshenae
Drepanaphis keshenae är en insektsart som beskrevs av Granovsky 1931. Drepanaphis keshenae ingår i släktet Drepanaphis och familjen långrörsbladlöss. Inga underarter finns listade i Catalogue of Life.